# Empiriocriticisme
L'empiriocriticisme est une doctrine philosophique et épistémologique fondée par le philosophe Richard Avenarius dans les années 1880, et couramment attribuée au physicien Ernst Mach, qui a été reprise à la veille de la révolution bolchevique par un certain nombre de penseurs russes, notamment marxistes. Elle part d'une critique de l'expérience (d'où l'expression composée « empirio-criticisme ») destinée à en éliminer les représentations imaginaires et les hypothèses arbitraires, désormais reléguées du côté de la métaphysique, de la religion ou de l'idéologie. Elle se présente comme une alternative philosophique au conflit séculaire opposant idéalisme et matérialisme.
L'empiriocriticisme tente d'abolir toute séparation entre la dimension psychologique de l'existence et sa dimension physique, en établissant leur unité sur des principes communs. Il implique la possibilité de réduire tous les énoncés scientifiques à des énoncés référant aux sensations, et tous les  objets physiques à des « complexes de sensations », de sorte qu'on n'ait plus à distinguer entre le « subjectif » et l' « objectif », entre l' « intérieur » et l' « extérieur », ni à poser le problème métaphysique jugé superflu de la source extérieure des sensations.

## Avenarius
C'est au philosophe et psychologue Richard Avenarius, dans sa Critique de l'expérience pure parue à la fin des années 1880, que l'on doit l'expression « empiriocriticisme », qu'il utilise pour qualifier sa propre conception philosophique. Avenarius considère que le premier objectif de la philosophie est de développer un « concept naturel du monde » qui repose sur l'expérience pure et qui s'abstrait de la métaphysique et du matérialisme, abolissant ainsi pour l'individu la différence entre monde extérieur et expérience intérieure. 
Avenarius s'appuie sur la biologie et sur les relations entre les sciences physiques et psychologiques pour étayer son raisonnement.

## Mach et le «monisme neutre»
Bien qu'il ne se reconnaisse pas lui-même dans l'empiriocriticisme d'Avenarius, le physicien Ernst Mach est souvent considéré à tort comme le fondateur de ce courant de pensée, notamment depuis l'ouvrage critique de Lénine intitulé Matérialisme et empiriocriticisme, ouvrage qui assimile les adeptes russes de ce courant à des « disciples de Mach ». Comme Avenarius, Mach refuse tout présupposé métaphysique, y compris matérialiste, impliquant l'idée d'entité ou de « chose en soi ». Mais il soutient plutôt une conception moniste du monde nommée après lui « monisme neutre ». Cette théorie repose sur l'idée que tout ce qui existe est réductible à des éléments « neutres » qui peuvent être identifiés ou bien à des sensations ou bien à des corps, selon la façon dont on considère leurs relations. L'opposition traditionnelle entre esprit et matière est ainsi réductible à une simple différence dans les relations envisagées entre des éléments qui sont fondamentalement neutres, c'est-à-dire ni vraiment mentaux ni vraiment physiques. 
Ernst Mach résume la position du monisme neutre de la façon suivante :
« Une couleur est un objet physique aussi longtemps que nous considérons sa dépendance à l'égard de la source lumineuse, des autres couleurs, de la température, de l'espace, et ainsi de suite. Cependant, si nous considérons sa dépendance à l'égard de la rétine, […] elle devient un objet psychologique, une sensation. Dans les deux cas, ce n'est pas le sujet, mais la direction de nos investigations qui diffère. »
Mach soutient par ailleurs que les lois scientifiques ne sont que des descriptions abrégées d'événements empiriques, élaborées comme des instruments commodes pour nous permettre de comprendre des données complexes et de nous orienter au sein des phénomènes. Le monde n'est lui même qu'un complexe de sensations sans arrière-plan métaphysique. Dans ce tissu mouvant de couleurs, de sons, de pressions et de diverses sensations disparates, apparaissent des régions plus ou moins stables qui s'impriment dans la mémoire et qui trouvent leur expression dans le langage. Nous appelons corps ces complexes relativement stables de sensations lumineuses et tactiles associées à des sensations spatiales et temporelles.
Le « criticisme » de Mach est ainsi dirigé contre l'« ontologisation » ou la « chosification » des concepts de la physique. Après avoir commencé par la critique des concepts du mécanisme (masse, force, cause), Mach passe à celle des notions de chose et de substance. La transformation de notions fonctionnelles en notions métaphysiques ne s'explique d'après lui que par le besoin de stabilité de notre pensée. Or il n'y a rien de stable dans la nature. Ce que nous prenons pour un être stable est seulement « une abstraction pour comprendre un complexe d'éléments dont on ne considère pas la variation », autrement dit, il n'est qu'une fiction qui nous permet d'insérer de l'identité et du permanent dans le flux d'une nature qui « n'est jamais présente qu'une fois ». Les relations causales correspondent quant à elles à des habitudes de pensée, ou bien à des concepts fonctionnels commodes. L'idée de réalité indépendante ou de « monde extérieur » n'est elle-même qu'une illusion métaphysique.

## Bogdanov et les penseurs russes
Dès la fin du XIXe siècle, l'empiriocriticisme fait l'adhésion d'un certain nombre de penseurs russes occidentalistes ou marxistes tels que Vladimir Bazarov, Alexandre Bogdanov, Vladimir Lessievitch, Anatoli Lounatcharski, Pavel Iouchklievitch, qui voient dans l'empiriocriticisme une philosophie authentiquement scientifique, conforme aux sciences de la nature. C'est en s'appuyant sur les idées de l'empiocriticisme que Bogdanov élabore sa propre doctrine de l'« empiriomonisme » (variante marxiste de l'empiriocriticisme) et Pavel Iouchkievitch, l'« empiriosymbolisme ». Leurs conceptions diffèrent néanmoins de l'empiriocriticisme allemand par leur caractère plus « réaliste », notamment parce qu'elles présupposent dans leur ensemble l'existence véritable de la nature, en tant que réalité indépendante de nous, et l'existence objective de l'homme comme partie de cette nature. 
Dans La philosophie de l'expérience vivante, Bogdanov donne une définition de l'expérience très proche de celle de Mach, associant comme lui empiriocriticisme et « monisme neutre » :
« Ce qui dans un cas est un élément sensible faisant partie du milieu environnant est appelé sensation élémentaire dans un autre. Un corps et la perception d'un corps sont-ils pour cela une seule et même chose ? […] Non. Les éléments sont identiques, mais ce qui fait la différence, c'est leur relation […] Les mêmes éléments de l'expérience, pris comme dépendants du système nerveux, sont dits sensations. Mais lorsqu'ils sont vus dans une relation indépendante ou objective, dans leur corrélation aux éléments du milieu environnant, ils ont un caractère physique. En un mot, le physique et le psychique ne sont que deux formes de la régulation d'expérience, et non deux contenus différents de cette expérience. »
Les éléments de sensation ne se distinguent ainsi des corps que par la façon dont on considère leurs relations, plutôt que par leur contenu.

## Critique de Lénine
En 1909, Lénine publie un ouvrage de thèse intitulé Matérialisme et empiriocriticisme, qui est une critique sur le terrain philosophique du courant des « bolcheviques de gauche » représenté par Alexandre Bogdanov et les « disciples russes de Mach ». Lénine voit une relation directe entre leur philosophie et leurs positions gauchistes. Il décèle et dénonce ce qu'il considère être, sous cette prétendue philosophie des sciences de la nature, une résurgence de l'idéalisme de l'évêque Berkeley :
« Si d'après Mach, les corps sont des "complexes de sensations", ou, comme disait Berkeley, des "combinaisons de sensations", il s'ensuit nécessairement que le monde entier n'est que représentation. »
Pour Lénine, cette forme d'idéalisme conduit au solipsisme, car « on ne peut alors admettre l'existence que de soi-même ». Le marxisme proclame au contraire une « réalité objective » absolue, dont la connaissance peut s'approcher, et qui coïncide avec l'existence de la matière « hors de notre conscience ».